# San Francisco (singel)
San Francisco – piosenka wykonywana przez niemieckie trio Cascada. Pochodzi ona z czwartego albumu grupy Original Me (2011). Tekst do niej został napisany przez DJ Maniana i Yanou, a została wydana 3 czerwca 2011, jako trzeci oficjalny singiel. Premiera teledysku odbyła się na portalu YouTube 28 kwietnia 2011. W klipie widać wokalistkę Cascady, która wraz z grupą tancerzy ubrana jest w stylu hipisowskim. Piosenka spotkała się z pozytywnymi recenzjami. Porównywana jest do hitu Katy Perry „California Gurls” z 2010. „San Francisco” okazał się sukcesem komercyjnym w Austrii i uznany jest za najlepszy singiel od czasu wydania „Evacuate the Dancefloor” w 2009. Na notowaniach piosenka znalazła się na miejscu #14, natomiast w Niemczech i Holandii zajęła #13 pozycję.

## Lista utworów
1. „San Francisco” (Video Edit) – 3:46
2. „San Francisco” (Extended Mix) – 5:25
3. „San Francisco” (Cahill Remix) – 6:32
4. „San Francisco” (Wideboys Remix) – 6:41
5. „San Francisco” (Frisco Remix) – 4:45
6. „San Francisco” (Lockout’s San Frandisko Remix)

## Notowania
| Notowanie (2011) | Pozycja (najwyższa) |
| ---------------- | ------------------- |
| Anglia           | 1                   |
| Austria          | 14                  |
| Polska           | 47                  |
| Rmf Maxxx        | 1                   |
| Niemcy           | 12                  |
| TOP 40 Holandia  | 18                  |
| Nederland        | 23                  |
| Wielka Brytania  | 64                  |
| UKdance          | 15                  |

## Daty wydania
| Państwo         | Data            | Wytwórnia             | Format           |
| --------------- | --------------- | --------------------- | ---------------- |
| Niemcy          | 3 czerwca 2011  | Universal Music Group | digital download |
| Wielka Brytania | 17 czerwca 2011 | Zooland               | digital download |